# Саша Ілич (1977)
Саша Ілич (серб. Saša Ilić / Саша Илић; нар. 30 грудня 1977, Пожареваць, СФРЮ) — сербський футболіст, півзахисник. Виступав за національні збірні Югославії, Сербії та Чорногорії та Сербії. По завершенні ігрової кар'єри — тренер.

## Клубна кар'єра
Вихованець футбольної школи клубу «Партизан». Дорослу футбольну кар'єру розпочав 1996 року в основній команді того ж клубу, в якій провів вісім сезонів, взявши участь у 188 матчах чемпіонату. Більшість часу, проведеного у складі «Партизана», був основним гравцем команди. У складі «Партизана» був одним з головних бомбардирів команди.

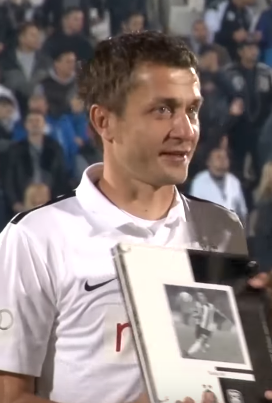
Саша Ілич у 2016 році.

Згодом з 2004 по 2010 рік грав у складі команд клубів «Сельта», «Партизан», «Галатасарай», «Ред Булл» та «Лариса». Протягом цих років виборов титул чемпіона Туреччини.
До складу «Партизана» втретє повернувся 2010 року, де і виступав до 2019 року, вигравши з командою низку трофеїв, після цього завершив ігрову кар'єру.

## Виступи за збірні
Протягом 1997—1999 років залучався до складу молодіжної збірної Югославії. На молодіжному рівні зіграв у 5 офіційних матчах, забив 1 гол.
Протягом 2000—2001 років виступав у складі національної збірної Югославії.
Протягом 2003—2006 років грав у складі збірної Сербії та Чорногорії, був учасником чемпіонату світу 2006 року у Німеччині. Там забив гол у матчі зі збірною Кот-д'Івуару, який завершився з рахунком 2:3. М'яч Ілича став останнім голом в історії збірної Сербії та Чорногорії.
Згодом протягом 2006—2008 грав у складі збірної Сербії.
Всього за усі збірні провів 37 матчів і забив чотири голи. Свій останній матч він провів 6 вересня 2008 року проти Фарерських островів у відбірковому матчі до ЧС-2010.

## Тренерська кар'єра
Після завершення кар'єри гравця Ілич спочатку почав працювати у Футбольній асоціації Сербії. Був скаутом у молодіжних збірних, згодом асистентом Ілії Столиці в молодіжній збірній Сербії, а потім Драгана Стойковича у національній збірній.
В серпні 2021 року розпочав свою самостійну тренерську кар'єру, очоливши «Чукарички». Його було звільнено 11 квітня 2022 року після матчу з «Партизаном» (0:0), коли він заявив про те, що «Партизан» мав перемогти, а його футболіст Боян Ковачевич заслуговував на вилучення.
2 червня 2022 року Ілич був призначений головним тренером софійського ЦСКА. Він у складі ЦСКА за підсумками сезону 2022/23 фінішував другим, набравши на одне очко менше, ніж чемпіон «Лудогорець». Він також почав наступний сезон 2023/24 на посаді тренера ЦСКА, але був звільнений 28 липня 2023 року після поразки в Софії від румунського «Сепсі» (0:2) у першому матчі кваліфікації Ліги конференцій.
24 жовтня 2023 року був призначений тренером клубу грецької Суперліги «Атромітос».
4 травня 2024 року Іліч був призначений головним тренером клубу російської Прем'єр-ліги «Парі Нижній Новгород».

## Досягнення
«Партизан»
- Чемпіон Югославії: 1996/97, 1998/99, 2001/02, 2002/03
- Чемпіон Сербії та Чорногорії: 2004/05
- Чемпіон Сербії: 2009/10, 2010/11, 2011/12, 2012/13, 2014/15, 2016/17
- Володар Кубка Югославії: 1997/98, 2000/01
- Володар Кубка Сербії: 2010/11, 2015/16, 2016/17, 2017/18, 2018/19

«Галатасарай»
- Чемпіон Туреччини: 2005/06